# مسمومیت کوکائین
مسمومیت کوکائین عبارت است از اثرات فوری و آسیب‌رسان مصرف کوکائین بر بدن. اعتیاد به کوکائین و مسمومیت کوکائین می‌توانند هر دو در یک نفر روی دهند با این حال این دو نشانه‌های متفاوتی دارند.

## نشانه‌ها

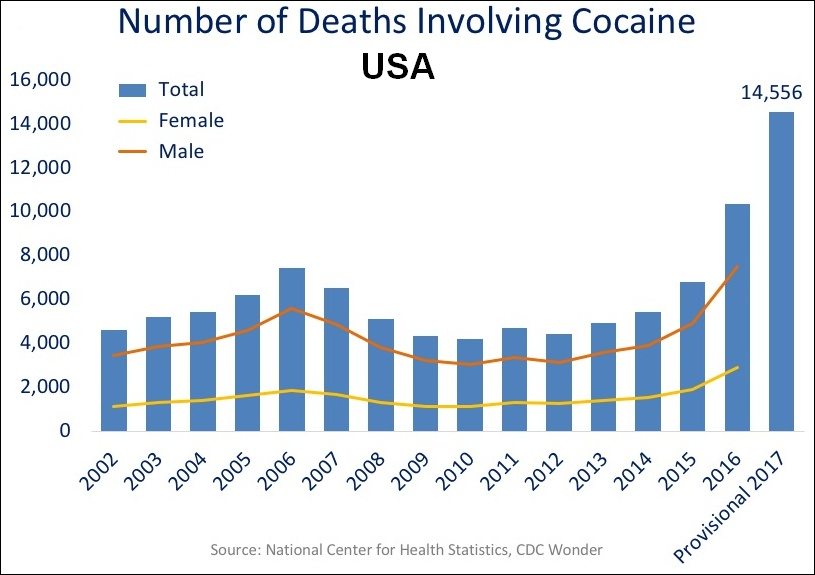
"مرگ‌های ملی ناشی از مصرف بیش از حد کوکائین - تعداد مرگ‌های ناشی از کوکائین. شکل بالا نمودار میله‌ای است که تعداد کل مرگ‌های ناشی از مصرف بیش از حد کوکائین در ایالات متحده را از سال ۲۰۰۲ تا ۲۰۱۶ و داده‌های موقتی ۲۰۱۷ نشان می‌دهد. نمودار با یک نمودار خطی پوشانده شده‌است که تعداد آنها را نشان می‌دهد. مرگ و میر زنان و مردان از سال ۲۰۰۲ تا ۲۰۱۶. از کمترین میزان در سال ۲۰۱۰ تا ۲۰۱۷، تعداد کل مرگ و میرها ۳٫۵ برابر افزایش یافته‌است.

کوکائین می‌تواند سطح هشیاری را بالا برد به فرد احساس خوب، خوشحالی، انرژی و رضایت دهد، فرد را اجتماعی‌تر و از نظر جنسی فعال‌تر کند. اثرات جانبی معمول مصرف کوکائین عبارتند از: نگرانی، افزایش دمای بدن، پارانوئید، بی‌استراحتی و لرزش دندان‌ها روی هم. اگر کوکائین به صورت بلندمدت مصرف شود می‌تواند باعث بی‌خوابی، کاهش وزن، بی‌اشتهایی، تاکی‌کاردی، توهم و هذیان شود. اثرات مرگبار احتمالی عبارتند از: بالا رفتن ضربان قلب، ضربان نامرتب قلب، بالا رفتن دمای اندام‌های درونی بدن، تشنج، لرزش، نارسایی کلیه، حملهٔ قلبی، سکته و نارسایی قلبی شود.
افرادی که مصرف بالا دارند ممکن است دچار افسردگی ناشی از افکار خودکشی شوند.